# Pascale Roze
Pascale Roze (Saigón, 22 de marzo de 1954) es una escritora francesa. En 1996, ganó el premio Goncourt por la novela Le chasseur Zéro (El caza Zero).

## Biografía
Pascale nació en Vietnam dos meses antes que tuviera lugar la batalla de Dien Bien Phu, la última de la guerra de Indochina entre Francia, que fue derrotada, y Vietnam. 
Su padre era oficial de Marina, su madre pertenecía a una familia de comerciantes establecida en Indochina. Su abuelo había vivido 20 años en la Cochinchina, y fue alcalde de Cholon, más tarde llamada Saigón y, tras la guerra del Vietnam, Ho Chi Minh.
Estudió filosofía y letras en Francia, pero abandonó los estudios en cuanto descubrió el teatro, y durante diez años (1983-1993) trabajó con el actor y director de escena Gabriel Garran en el teatro de la comuna de Aubervilliers y en el Teatro Internacional de lengua francesa, encargado de promover el repertorio francófono. 
En 1994, publicó su primer libro, una recopilación de cuentos llamada Histoires dérangées. Luego, se consagra a la escritura y participa y dirige talleres en escuelas, cárceles y barrios problemáticos.
En 1996, ganó el premio Goncourt con su primera novela, Le chaseur zéro. Ese mismo año, un aneurisma la llevó al borde de la muerte. Recuperada, publicó otras dos novelas, Ferraille y Parle-moi, y dos relatos, Lettre d’été (una carta dirigida a León Tolstói) y Un homme sans larmes (diario íntimo con el poeta Horacio). Le siguen L’eau rouge, novela situada en Indochina, Itsik, la vida de un judío polaco durante la Segunda Guerra Mundial, y Aujourd’hui les coeurs se desserrent.
Hasta 2010, hizo la crómica literaria en la emisión radiofónica Cosmopolitaine, presentada por Paula Jacques, en France Inter.
En 1997 se casó con el escritor Claude Delarue, que falleció de un fallo cardíaco el 20 de octubre de 2011.

## Reconocimientos
En abril de 1988, obtuvo el segundo premio en el concurso de relatos de Cholet. En 1996 fue reconocida con el Premio a la primera novela de Francia, un certamen que desde 1977 ha reconocido a otros autores como Sophie Fontanel o Gaël Faye. Ese mismo año ganó el premio Goncourt, también con su primera novela, Le chaseur zéro.

## Obra
Novelas, relatos y cuentos
- Histoires dérangées (cuentos), éditions Julliard, 1994, LGF-Le livre de poche, 1998.
- Le Chasseur Zéro (novela), éditions Albin-Michel, 1996, LGF-Le livre de poche, 1998, Premio de la primera novela y Premio Goncourt. En castellano, El caza Zero, Lumen, 1997
- Ferraille (novela), éditions Albin-Michel, 1999, LGF-Le livre de poche, 2001.
- Lettre d'été (relato), éditions Albin-Michel, 2000, LGF-Le livre de poche, 2002, Prix Maurice-Genevoix.
- Parle-moi (roman), éditions Albin-Michel, 2003, LGF-Le livre de poche, 2005.
- Un homme sans larmes (relato), éditions Stock, 2005, LGF-Le livre de poche 2007.
- L'Eau rouge (novela), éditions Stock, 2006, ediciones Gallimard-Folio, 2007.
- Itsik (novela), éditions Stock, 2008, ediciones Gallimard-Folio, 2009.
- Aujourd'hui les cœurs se desserrent (novela), ediciones Stock, 2011.
- Passage de l'amour (cuentos), ediciones Stock, 2014.

Teatro
- Mary contre Mary.
- Tolstoï la nuit, 1981, Premio Arletty de la universalidad de la lengua francesa.